# Исабелино

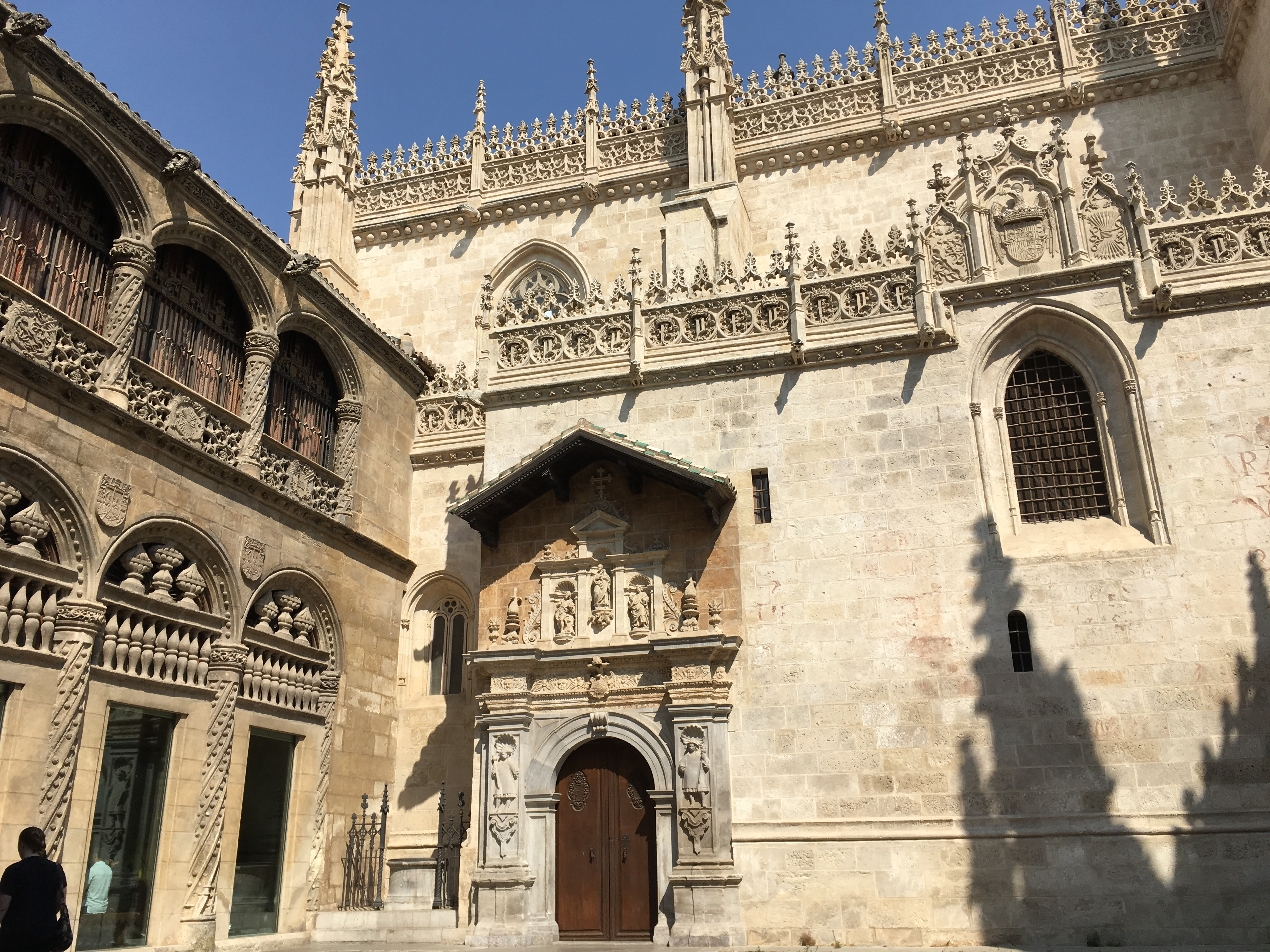
Королевская капелла в Гранаде

Исабелино, исабелли́но (исп. estilo isabelino) — историко-региональный стиль испанского искусства, прежде всего архитектуры, сформировавшийся в конце XV — начале XVI века при дворе «Католических королей»: королевы Изабеллы I Кастильской и её супруга Фердинанда II Арагонского. Отсюда второе название: «стиль католических королей» (estilo Reyes Católicos), или «фердинандино»: переходного времени от готики к Ренессансу. Ещё одно именование: «Готика Католических королей» (El Gótico de los Reyes Católicos).
Множественность наименований и неоднозначный, переходный характер этого стиля, сложность локализации его хронологических и территориальных границ дали основания тому, чтобы в отдельных случаях именовать его более широкой категорией: направлением. Стиль исабелино рассматривают также в качестве первого этапа формирования национального испанского стиля платереско, в котором, наряду с прежними, заметны влияния искусства итальянского Возрождения.

## Происхождение термина
Название «исабеллино» в качестве художественного стиля в 1911 году предложил французский историк Эмиль Берто, использовав его в капитальной «Всеобщей истории искусств» Андре Мишеля.

## Происхождение и основные особенности стиля
Брак Изабеллы Кастильской и Фердинанда Арагонского в 1469 году создал предпосылки для объединения страны католической верой, а падение последнего оплота мавров — Гранады — в 1492 году завершило реконкисту. Возвышение Мадрида в качестве столицы объединённого испанского королевства потребовало произведений архитектуры в национальном стиле. Королева Изабелла приглашала к своему двору иностранных архитекторов из Франции, Нидерландов и германских земель долины Мааса и Рейна. У себя на родине эти мастера работали в стиле поздней «пламенеющей готики». В Испании они столкнулись с неизвестным им арабским стилем мудехар.
В результате соединения обеих традиций и возник оригинальный стиль, получивший название «исабелино». Конструктивная основа построек оставалась готической, а отдельные элементы декора заимствовались из мавританского искусства. Для интерьеров характерно изобилие орнаментики, ажурной резьбы, раскраски, позолоты. Фасады соборов и дворцов в Мадриде, Толедо, Саламанке, Севилье, Бургосе в стиле исабелино «выглядят причудливыми восточными коврами, накинутыми на стены здания».
Помимо готических и мавританских элементов декора в стиле исабелино заметны кастильское и фламандское влияния, из-за работы в Испании фламандских архитекторов. Отсюда ныне отвергнутый, но показательный термин: «испано-фламандский стиль» (еstilo hispano-flamenco). Наиболее узнаваемой чертой стиля является доминирование геральдических и эпиграфических мотивов, а также шпили, геральдические стрелы и мотивы плода граната (из королевского герба), гирлянды. Другие отличия испанской готики, помимо особенной орнаментации — окна небольшого размера, несмотря на возможности, предоставляемые каркасной готической системой; не столь выраженный, как в готике, наклон кровли.
Обращение к архаизирующим приёмам поздней готики отражало личный вкус королевы Изабеллы. Многие из зданий в этом стиле были построены непосредственно на средства католических королей или же под их патронажем. «Стиль исабеллино рассматривают в качестве первого этапа национального испанского стиля платереско, в котором, наряду с прежними, заметнее влияния искусства итальянского Возрождения».
Выдающимися архитекторами стиля исабелино были Хуан Гуас, Хуан де Алава и, отчасти, представитель стиля платереско Хуан де Онтаньон и его сыновья.

## Галерея

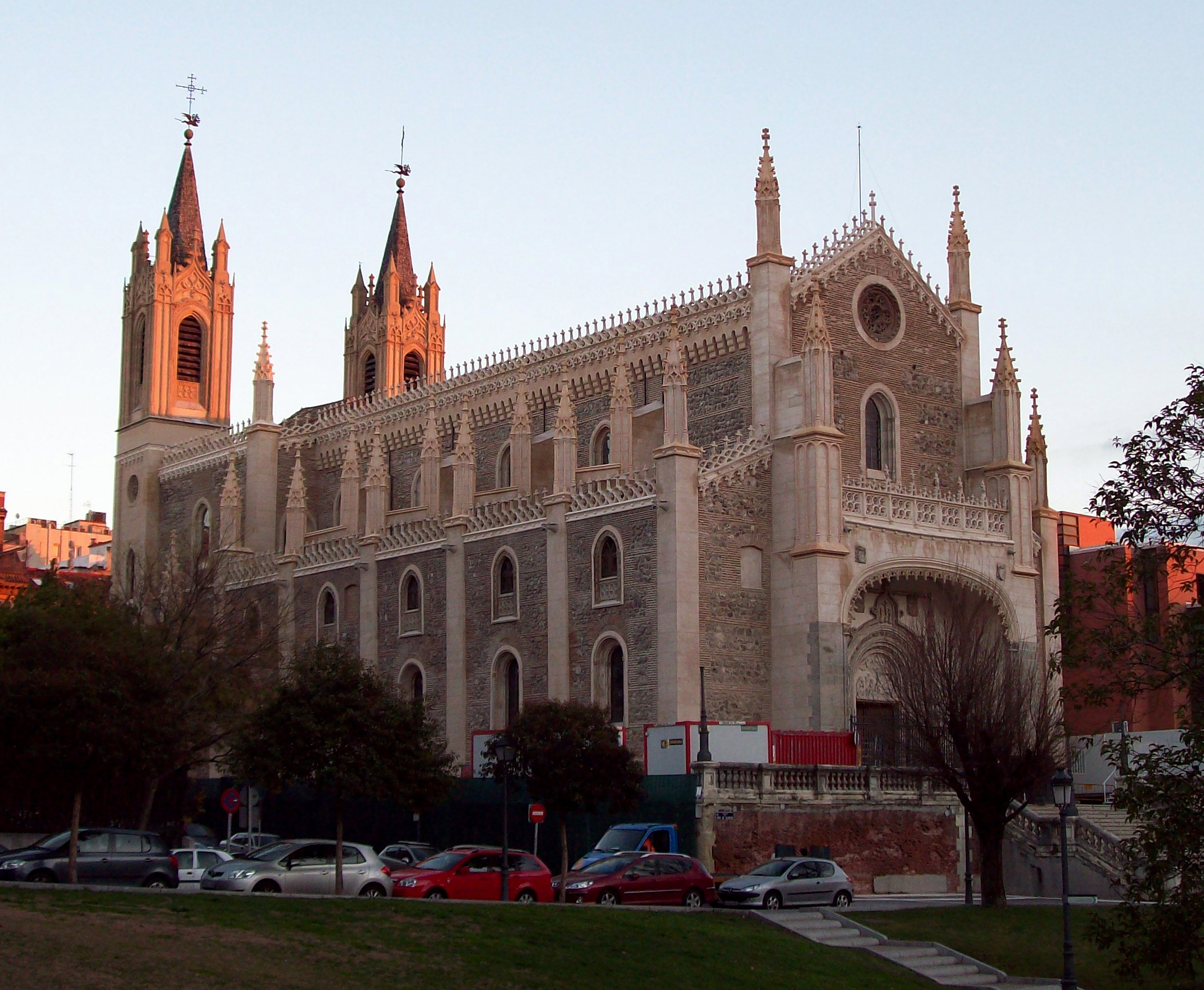
Церковь Сан-Иеронимо-эль-Реаль. Мадрид
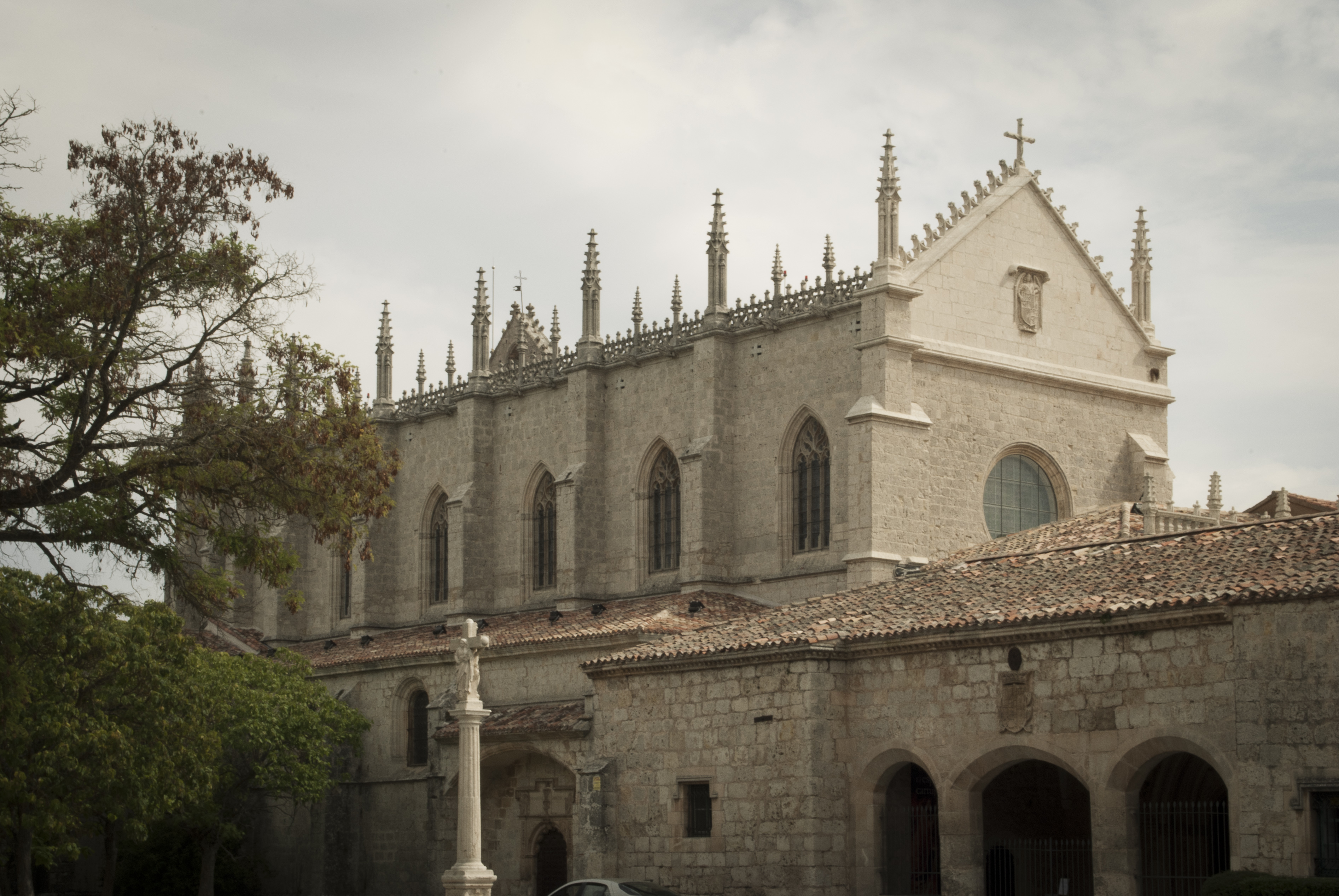
Чертоза Мирафлорес. Бургос
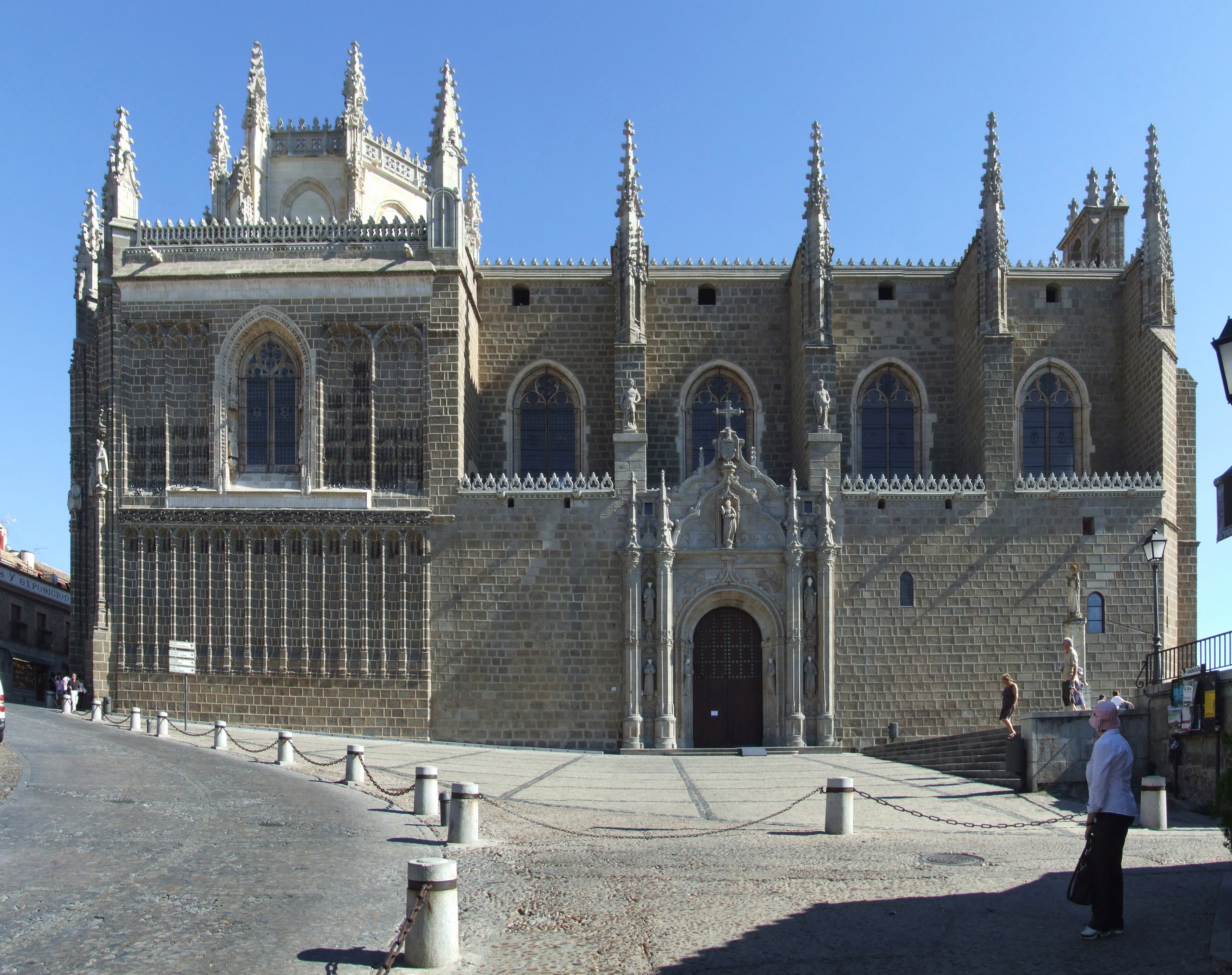
Монастырь Сан-Хуан-де-лос-Рейес. Толедо
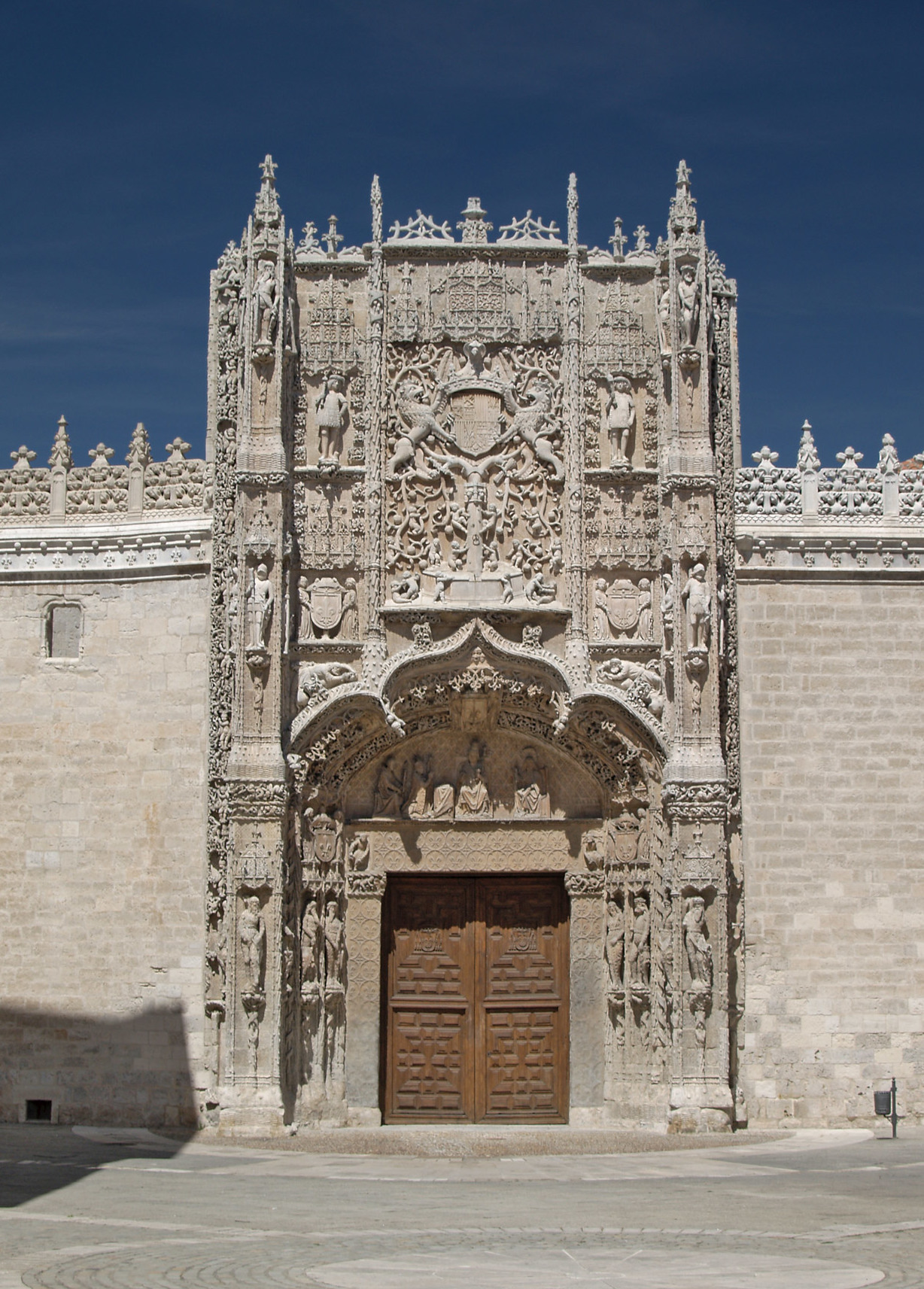
Х. Гуас. Коллегио Сан-Грегорио. Портал. Вальядолид
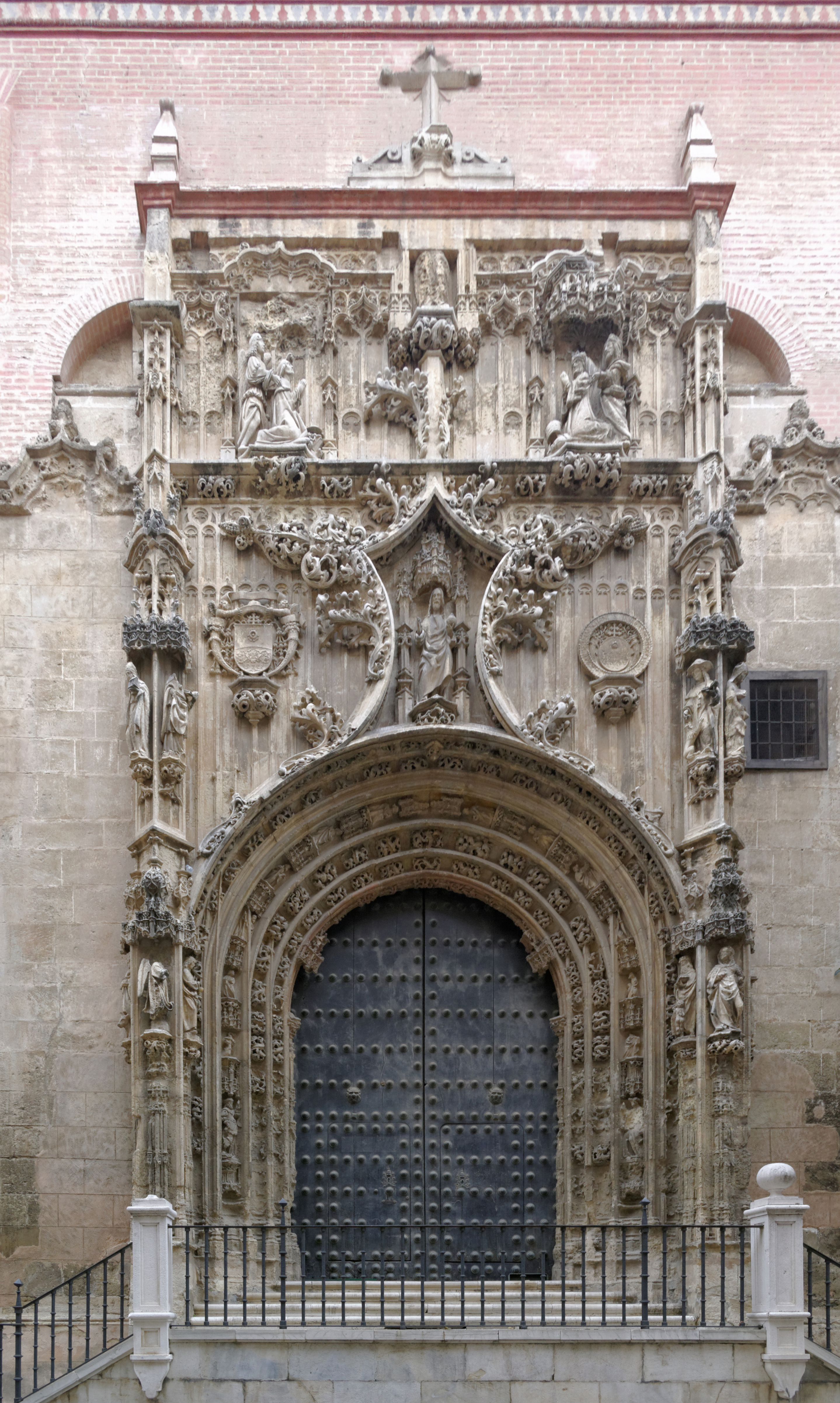
Портал церкви Саграрио. Малага
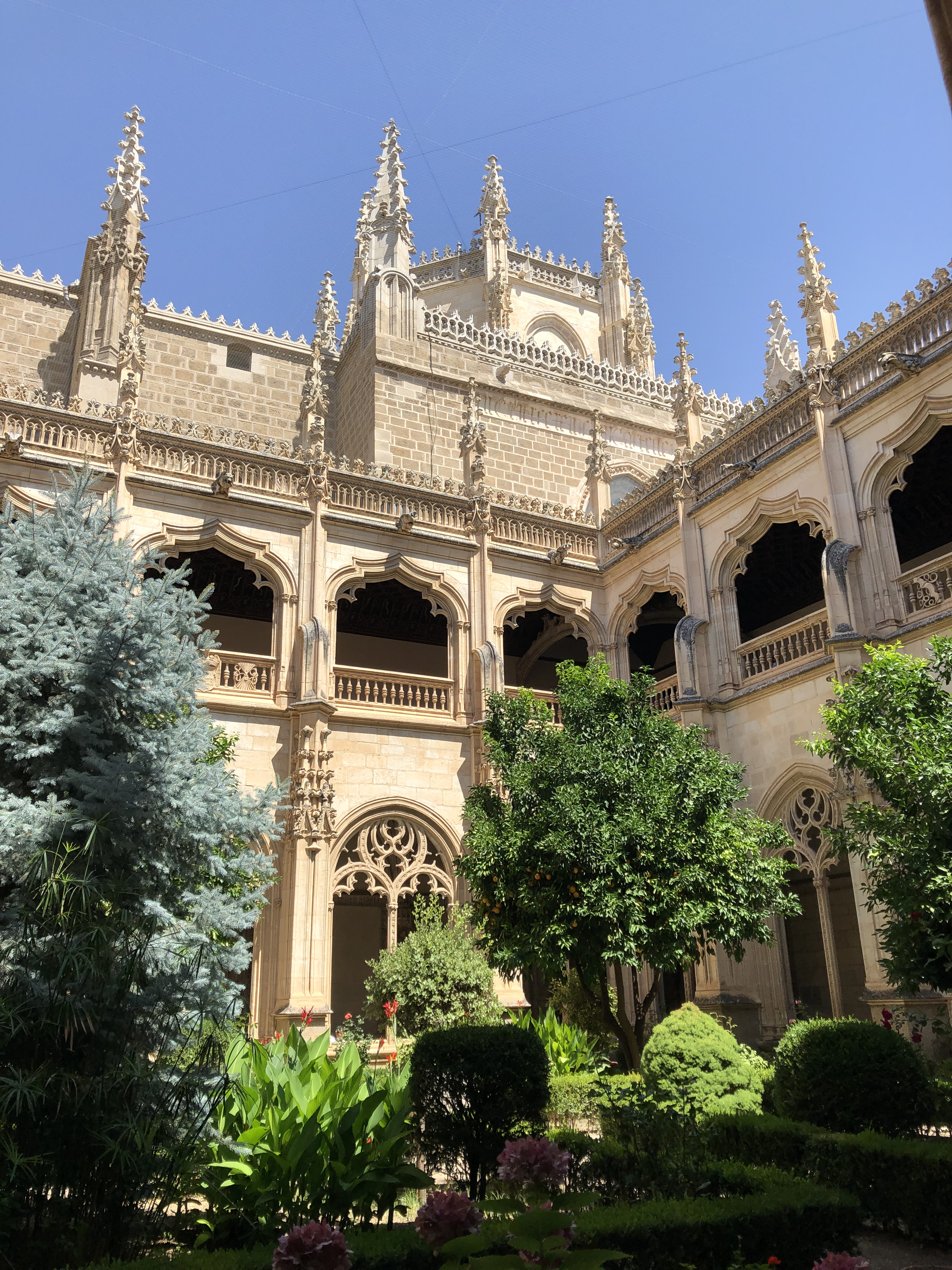
Х. Гуас. Клуатр монастыря Сан-Хуан-де-лос-Рейес. 1476–1495. Толедо
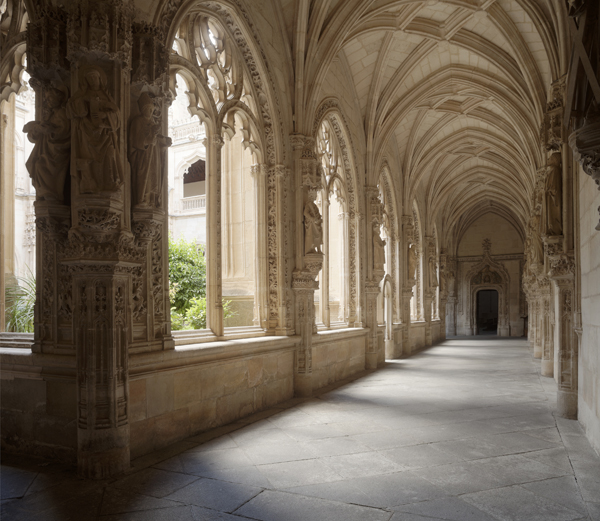
Монастырь Сан-Хуан-де-лос-Рейес. Галерея нижнего клуатра
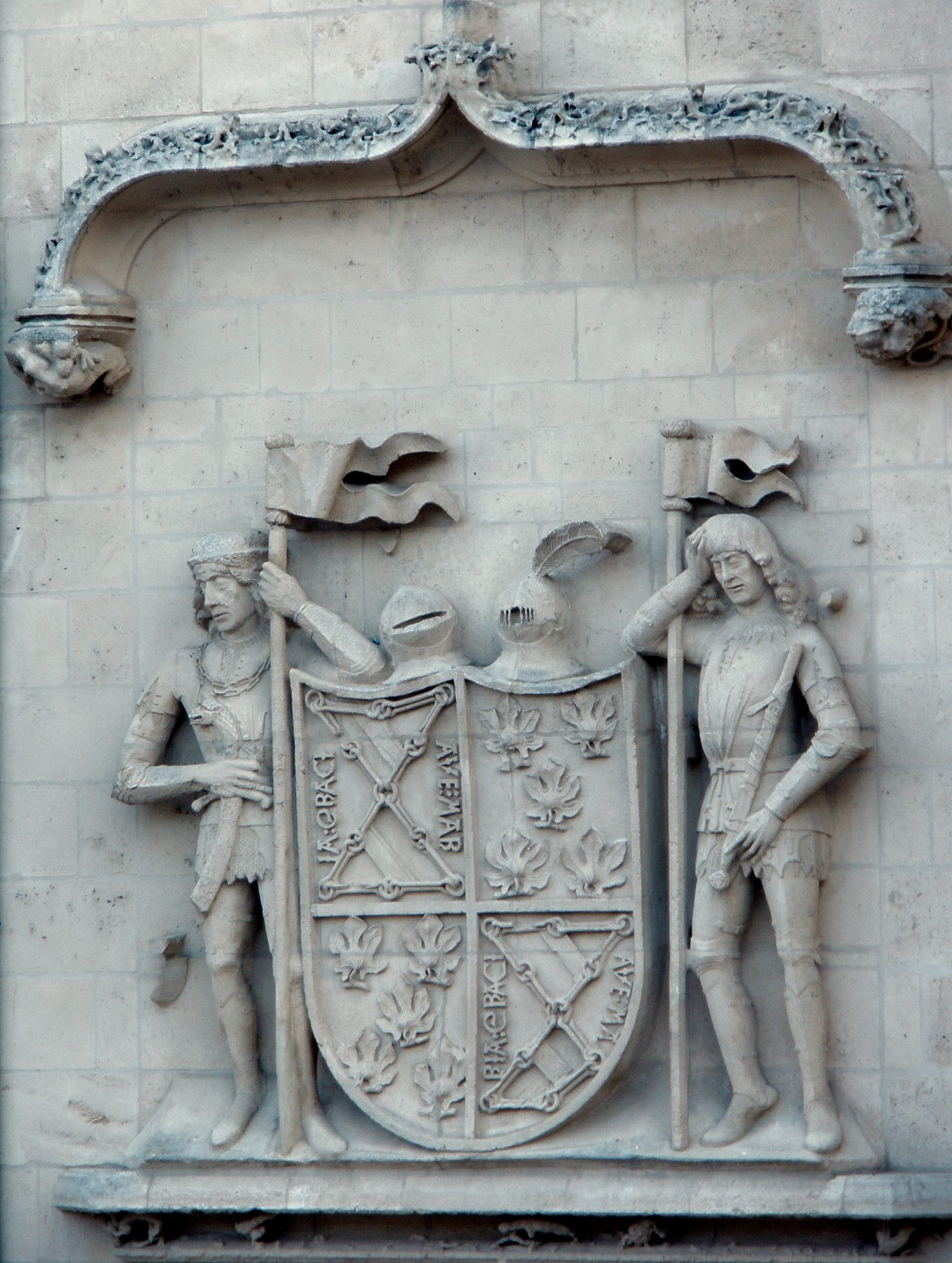
Капелла Коннетабля собора в Бургосе. Деталь фасада
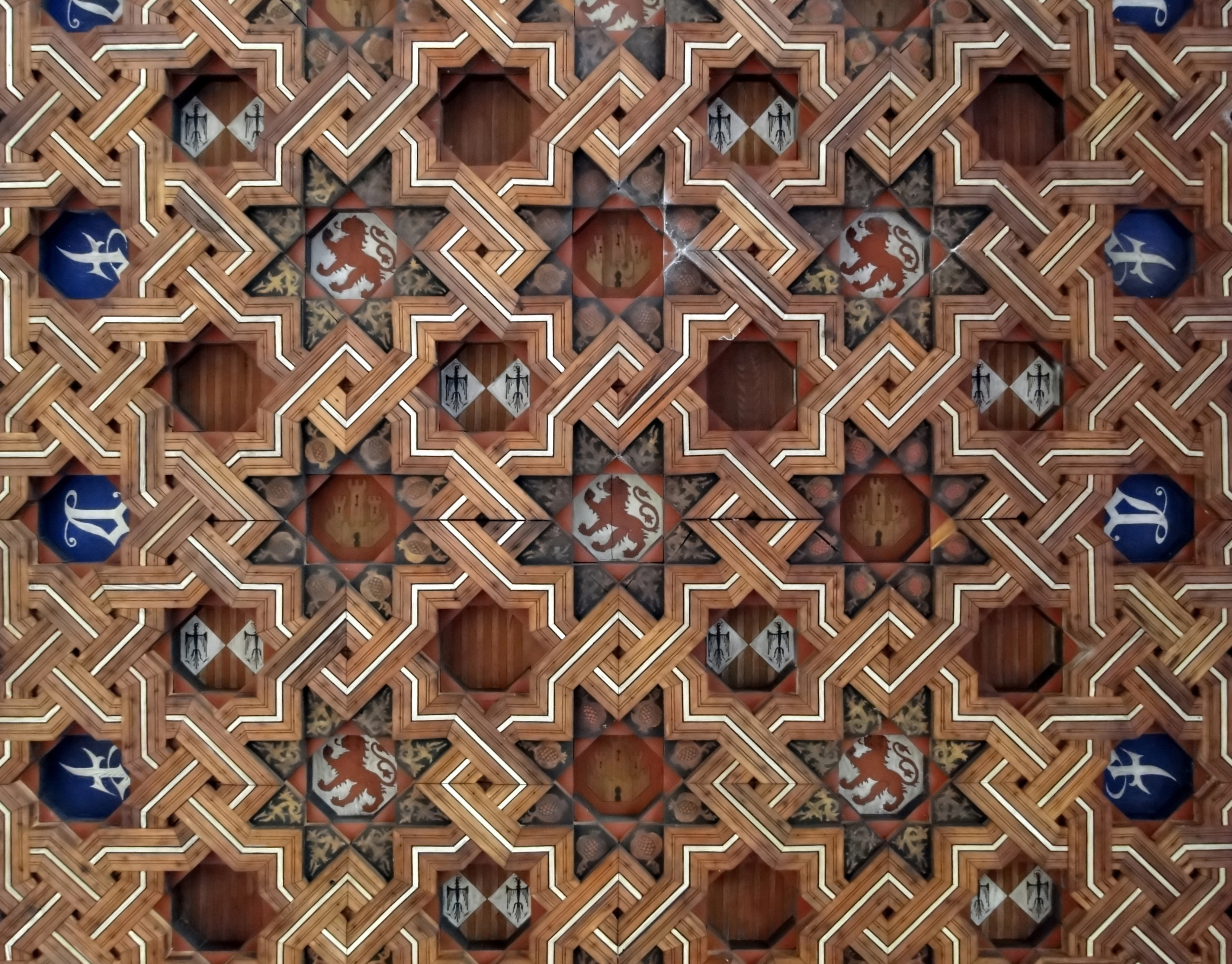
Потолок галереи монастыря Сан-Хуан-де-лос-Рейес. Деталь. 1476–1495. Дерево. Толедо

## Дальнейшее развитие стиля
В Португалии в ту же эпоху развивался параллельный и во многом схожий стиль, получивший название мануэлино по имени правящего монарха Мануэля I Португальского. С использованием элементов стиля исабелино в более позднее время выстроен собор в Сеговии (1522—1558). Следующим ренессансным стилем в искусстве Испании был стиль эрререско, названный по имени архитектора Хуана де Эрреры (1530—1597), одного из строителей монастыря Эскориал близ Мадрида.
Под названием «исабелино» известен и другой стиль в искусстве Испании XIX века от имени королевы Марии-Луизы Изабеллы Второй (королева Испании в 1833—1868 годах), дочери короля Фердинанда VII (правление в 1808—1813 годах), с которым связывают второй стиль «фердинандино» и «неоисабелино» (стиль Изабеллы Второй). Последний сближают с Вторым ампиром во Франции и эклектичным «викторианским стилем» в Англии. Однако неоисабелино сохраняет испано-мавританские традиции, смыкающиеся с неоготикой Нового времени.

## Основные постройки
- Монастырь Сан-Хуан-де-лос-Рейес (Толедо)
- Церковь монастыря Сан Пабло (Вальядолид)
- Коллегия Сан-Грегорио (Вальядолид)
- Королевская капелла (Гранада)
- Монастырь Сан-Иеронимо-эль-Реаль (Мадрид)
- Монастырь Санто-Томас (Авила)
- Картуха де Мирафлорес (Бургос)
- Дворец Инфантадо (Гвадалахара)
- Фасад дворца Хабалькинто (Баэса)